# Melanophryniscus vilavelhensis
Melanophryniscus vilavelhensis es una especie de anfibio anuro de la familia Bufonidae.

## Distribución geográfica
Esta especie es endémica del estado de Paraná en Brasil. Solo se conoce por su localidad típica ubicada en el Parque Estadual de Vila Velha en el municipio de Ponta Grossa, a 824 m sobre el nivel del mar.

## Descripción
Melanophryniscus vilavelhensis mide de 12 a 14 mm para los machos y la única hembra conocida a la fecha de la publicación original mide 17 mm. Su dorso es de color marrón rojizo con pequeñas verrugas negras. Su superficie ventral es negra con manchas blancas o rojo claro.

## Etimología
El nombre de la especie está compuesto de vilavelh[a] y del sufijo latino -ensis que significa "que vive, que habita", y le fue dado en referencia al lugar de su descubrimiento, el Parque Estadual de Vila Velha.

## Publicación original
- (en) Steinbach-Padilha, 2008: A new species of Melanophryniscus (Anura, Bufonidae) from the Campos Gerais region of Southern Brazil. Phyllomedusa, vol. 7, n.º 2, p. 99-108[3]